# Coupe de la Ligue anglaise de football 1970-1971
Navigation
1969-1970 1971-1972
La Coupe de la Ligue anglaise de football 1970-1971 est la onzième édition de la Coupe de la Ligue anglaise de football, elle regroupe les 92 meilleurs clubs d'Angleterre.
La compétition est remportée par Tottenham Hotspur, qui bat Aston Villa en finale au Stade de Wembley à Londres sur le score de 2 à 0.

## Format
Les 20 clubs de la Premier League et les 72 clubs de la Football League sont conviés à la compétition. Pour la dernière fois depuis la première édition la participation n'est pas obligatoire, seul Everton, le champion de 1970, ne participe pas à la compétition.
Jusqu'aux quarts de finale les rencontres se disputent sur un seul match. En cas d'égalité après le temps règlementaire, une prolongation de deux fois 15 minutes est jouée. S'il n'y a pas de vainqueur au bout de la prolongation, le match est rejoué chez le club visiteur. A partir des demi-finales, les matchs sont joués en aller et retour, en cas d'égalité au score cumulé un troisième match est joué.
La finale est jouée en un match unique à Wembley.

## Calendrier
| Tour           | Date principale     |
| -------------- | ------------------- |
| premier tour   | 19 août 1970        |
| deuxième tour  | 9 septembre 1970    |
| troisième tour | 7 octobre 1970      |
| quatrième tour | 28 octobre 1970     |
| cinquième tour | 17/18 novembre 1970 |
| demi-finales   | 16/23 décembre 1970 |
| finale         | 27 février 1971     |

## Demi-finales
| Équipe 1          | Résultat | Équipe 2          | Aller | Retour |
| ----------------- | -------- | ----------------- | ----- | ------ |
| Bristol City      | 1 - 3    | Tottenham Hotspur | 1 - 1 | 0 - 2  |
| Manchester United | 2 - 3    | Aston Villa       | 1 - 1 | 1 - 2  |

## Finale
La finale se déroule le 27 février 1971 au Stade de Wembley à Londres. Tottenham Hotspur remporte sa première Coupe de la ligue.
| Finale de la Coupe de la Ligue anglaise 1970-1971 | Tottenham Hotspur | 2 – 0   | Aston Villa | Wembley, Londres      |                       |
| 27 février 1971                                   |                   | (0 – 0) |             | Spectateurs : 100 000 | Spectateurs : 100 000 |